# David Costas Cordal
David Costas Cordal (Vigo, Galícia, 26 de març de 1995) és un futbolista professional gallec que juga pel Reial Oviedo com a defensa central.

## Carrera de club
Costas es va formar al planter del Celta de Vigo. El 25 d'agost de 2013, només dos mesos després d'acabar la carrera com a júnior, amb 18 anys, i sense haver jugat mai amb el Celta de Vigo B, va debutar amb el primer equip, i a La Liga entrant com a suplent per Augusto Fernández al minut 77 en una victòria per 2–1 a fora contra el Reial Betis.
El 31 d'agost de 2015, Costas va renovar el seu contracte fins al 2019, i fou immediatament cedit al RCD Mallorca. El 14 de gener de 2017 va marxar al Reial Oviedo, també cedit.
El 31 d'agost de 2017, Costas va ampliar el seu contracte fins al 2020 i fou immediatament cedit al FC Barcelona B, per un any.
El novembre de 2017 fou convocat pel primer equip del Barça, pel partit de la 13a jornada de Primera divisió espanyola de futbol 2017-18, contra el València CF a Mestalla, a causa de les diverses baixes de l'equip per aquella jornada, en especial les de Gerard Piqué, sancionat, i Javier Mascherano, lesionat. Va jugar el seu primer partit amb el primer equip del FC Barcelona el 29 de novembre, quan va substituir Gerard Piqué a començaments de la segona part, en una victòria per 5–0 a casa contra el Reial Múrcia CF a la Copa del Rei.
El 25 de gener de 2020, Costas va marxar cedit a la UD Almería per la resta de la temporada 2019-20. Va retornar al Celta la temporada 2020–21, però no va jugar-hi ni un minut.

### Oviedo
Costas va retornar a l'Oviedo el 12 de juliol de 2021, amb contracte per tres anys.